# Бернгард Вульф
Бернгард Вульфф (Bernhard Wulff; 1948, Гамбург) — німецький диригент, композитор і ударник.

## Біографія
Народився 1948 року в Гамбурзі. Вивчав диригування, композицію, фортепіано та гру на ударних у Фрайбурзі та Гамбурзі (Німеччина), Базелі (Швайцарія) та Сіені (Італія). Був запрошений диригувати оркестрами та ансамблями в Європі, країнах колишнього СРСР, Монголії, Японії, Південній Америці та США.
Як гість-диригент працював та гастролював Німеччиною й Швайцарією з оркестром Одеської державної консерваторії ім А. В. Нежданової. Заснував та був артистичним директором декількох ансамблів сучасної музики: Ансамбль Модерн (Франкфурт-на-Майні, Німеччина), Аркана (Базель, Швейцарія), Авантуре (Фрайбурґ, Німеччина), Зонда (Аргентина). Професор Фрайбурзького музичного університету та артистичний директор Фрайбурзького ансамблю ударних.
Як гість-професор викладав у Джульярдській та Мангеттенській школах музики (Нью-Йорк, США), в інших уславлених університетах та музичних академіях багатьох країн світу. Віднайшов та реконструював симфонічні роботи Віктора Ульмана, які той написав у концтаборі Терезін. Як композитор, він, окрім композицій для різних ансамблів, здійснював звукові інсталяції та біосигнальні проєкти. Один з фундаторів та член правління Асоціації Нова Музика (Української секції МТСМ Міжнародного товариства сучасної музики), співзасновник та президент фестивалю «Два дні й дві ночі нової музики» (Одеса, 1995-) та фестивалів Стукіт копит (Монголія, 1999-), Золотий шовкозвукошлях (Киргизстан, 2000,2001).